# Йозеф, Миколас
Миколас Йозеф (чеш. Mikolas Josef; род. 4 октября 1995, Прага, Чехия) — чешский певец, автор песен, музыкальный продюсер, режиссёр музыкальных клипов, хореограф и модель. Представлял Чехию на конкурсе «Евровидение-2018» с песней «Lie to Me» и занял 6 место, набрав 281 балл. В апреле 2018 года Йозеф подписал контракт с компанией RCA Records.

## Биография

### Ранние годы
Йозеф родился 4 октября 1995 года в Праге. Оба его родителя были преподавателями английского языка. Он учился в The English International School Prague. Он закончил Лондонскую академию музыкального и драматического искусства по специальности драматического актёра. У него есть брат по имени Карел; он начал играть на гитаре, когда ему исполнилось пять лет. Йозеф — наполовину происходит из Моравии и вырос в небольшой деревне в центральной Богемии.
В возрасте 17 лет он начал профессиональную модельную карьеру, выступая на показах таких брендов как Diesel и Prada. Позднее, он оставил модельный бизнес из-за недовольства своим положением в данной индустрии.

### Музыкальная карьера
После завершения карьеры модели Йозеф решил заняться музыкой. В качестве уличного музыканта он посетил такие города Европы, как Осло, Цюрих, Гамбург и Вена. В 2015 году он самостоятельно издал свой дебютный сингл «Hands Bloody». В следующем году он выпустил сингл «Free», который попал в первую двадцатку чарта Чехии. В том же году он записал и издал свой третий сингл, «Believe (Hey Hey)».
В 2017 году Йозефу было предложено представить Чехию на песенном конкурсе «Евровидение-2017» с песней «My Turn», однако музыкант отказался, сочтя композицию неподходящей для себя. В том же году он выпустил сингл «Lie to Me». В декабре с этой песней он одержал победу в национальном отборе для конкурса «Евровидение-2018», который прошёл в Лиссабоне, где занял 6-е место. В апреле 2018 года он подписал международный контракт со звукозаписывающими компаниями Sony Music и RCA Records.

## Дискография

### Синглы
| Сингл                  | Год  | Высшая позиция | Альбом            |
| Сингл                  | Год  | CZE            | Альбом            |
| ---------------------- | ---- | -------------- | ----------------- |
| «Hands Bloody»         | 2015 | —              | Сингл вне альбома |
| «Free»                 | 2016 | 15             | Сингл вне альбома |
| «Believe (Hey Hey)»    | 2016 | —              | Сингл вне альбома |
| «Lie to Me»            | 2017 | 52             | Сингл вне альбома |
| «Me Gusta»             | 2018 | 10             | Сингл вне альбома |
| «Abu Dhabi»            | 2019 | 22             | Сингл вне альбома |
| «Acapella»             | 2019 | 20             | Сингл вне альбома |
| «Colorado»             | 2019 | 64             | Сингл вне альбома |
| «Lalalalalalalalalala» | 2020 | 29             | Сингл вне альбома |